# Luke Bracey
Luke Bracey (Sydney, 26 aprile 1989) è un attore australiano.

## Biografia
Inizia a recitare nel 2009 partecipando alla soap opera australiana Home and Away, interpretando fino al 2010 il ruolo di Trey Palmer. Nel 2011 recita al fianco di Selena Gomez, Leighton Meester e Katie Cassidy in Monte Carlo. Nel 2013 interpreta il Comandante Cobra in G.I. Joe - La vendetta, interpretato nel precedente G.I. Joe - La nascita dei Cobra da Joseph Gordon-Levitt. Nel 2014 affianca Pierce Brosnan nel thriller The November Man e recita in The Best of Me - Il meglio di me, diretto da Michael Hoffman e tratto dal romanzo Il meglio di me di Nicholas Sparks. Nel 2015 appare in Point Break, mentre l'anno successivo fa parte del cast de La battaglia di Hacksaw Ridge di Mel Gibson.

## Filmografia

### Cinema
- Monte Carlo, regia di Thomas Bezucha (2011)
- G.I. Joe - La vendetta (G.I. Joe: Retaliation), regia di Jon M. Chu (2013)
- The November Man, regia di Roger Donaldson (2014)
- The Best of Me - Il meglio di me (The Best of Me), regia di Michael Hoffman (2014)
- Me Him Her, regia di Max Landis (2015)
- Point Break, regia di Ericson Core (2015)
- La battaglia di Hacksaw Ridge (Hacksaw Ridge), regia di Mel Gibson (2016)
- Lucky Day, regia di Roger Avary (2019)
- La battaglia di Long Tan (Danger Close: The Battle of Long Tan), regia di Kriv Stenders (2019)
- Holidate, regia di John Whitesell (2020)
- Interceptor, regia di Matthew Reilly (2022)
- Elvis, regia di Baz Luhrmann (2022)
- Ti presento i suoceri (Maybe I Do), regia di Michael Jacobs (2023)
- One True Loves, regia di Andy Fickman (2023)

### Televisione
- Home and Away – soap opera (2009-2010)
- Dance Academy – serie TV, 3 episodi (2010)
- Little Fires Everywhere – serie TV, 1 episodio (2020)

## Doppiatori italiani
- Emanuele Ruzza in Elvis, Ti presento i suoceri, One True Loves
- Andrea Mete in The November Man, Point Break
- Gabriele Lopez in Monte Carlo, The Best of Me
- Marco Vivio in Holidate, Interceptor
- Adriano Giannini in G.I. Joe - La vendetta
- Niseem Onorato in La battaglia di Hicksaw Ridge
- Stefano Crescentini in Littles Fires Everywhere